# Zian Flemming
Zian Flemming, né le 1er août 1998 à Amsterdam aux Pays-Bas, est un footballeur néerlandais qui évolue au poste de milieu offensif au Burnley FC.

## Biographie

### Ajax Amsterdam
Né à Amsterdam aux Pays-Bas, Zian Flemming est formé par l'Ajax Amsterdam, où il évolue pendant dix ans dans les équipes de jeunes jusqu'à l'équipe réserve. Mais il ne joue aucun match avec l'équipe première.

### PEC Zwolle
Le 2 mai 2018 Zian Flemming s'engage avec le PEC Zwolle,. Il fait ses débuts avec sa nouvelle équipe le 10 août 2018 face au SC Heerenveen, jouant par la même occasion son premier match en Eredivisie. Le PEC Zwolle s'incline par trois buts à deux ce jour-là.

### NEC Nimègue
Le 2 septembre 2019 Zian Flemming est cédé au NEC Nimègue sous forme de prêt d'une saison. Il joue son premier match pour Nimègue lors d'une rencontre de championnat face au FC Den Bosch, le 13 septembre 2019 (2-2). Le 27 septembre suivant il inscrit ses deux premiers buts pour le club, lors du match nul face à Go Ahead Eagles (3-3). Cette saison-là il devient un atout majeur de son équipe, terminant meilleur buteur du club avec 13 réalisations en 24 matchs de championnat.

### Fortuna Sittard
Le 27 août 2020 Zian Flemming s'engage avec le Fortuna Sittard, où il signe un contrat courant jusqu'en 2024. Il joue son premier match sous ses nouvelles couleurs le 12 septembre 2020, lors de la première journée de la saison 2020-2021 d'Eredivisie contre le FC Twente. Il est titulaire au poste d'ailier droit, et son équipe s'incline (2-0). Le 26 septembre il inscrit ses deux premiers buts pour le Fortuna, lors d'un match de championnat face à l'AZ Alkmaar. Les deux équipes se séparent sur un match nul de trois partout ce jour-là. Il réalise un nouveau doublé le 21 janvier 2021 contre son ancien club, le NEC Nimègue, lors des huitièmes de finale de la coupe des Pays-Bas mais son équipe s'incline quand même par trois buts à deux après prolongations.

### Millwall FC
Le 25 juin 2022, Zian Flemming rejoint l'Angleterre et le Millwall FC.
Il inscrit son premier but pour Millwall le 17 septembre 2022, lors d'une rencontre de championnat face au Blackpool FC. Titulaire, il ouvre le score et participe à la victoire de son équipe par deux buts à un. Le 12 novembre 2022, Flemming se fait remarquer lors d'une rencontre de championnat face au Preston North End en réalisant un triplé. Titularisé, il permet à son équipe de l'emporter grâce à ses trois buts,.
Le 30 septembre 2024, il est prêté à Burnley.

## Palmarès

### En club
- Jong Ajax

Champion de Eerste Divisie en 2018
- Burnley FC
  - Vice-champion de Championship en 2025